# Stora och Lilla Pryssan

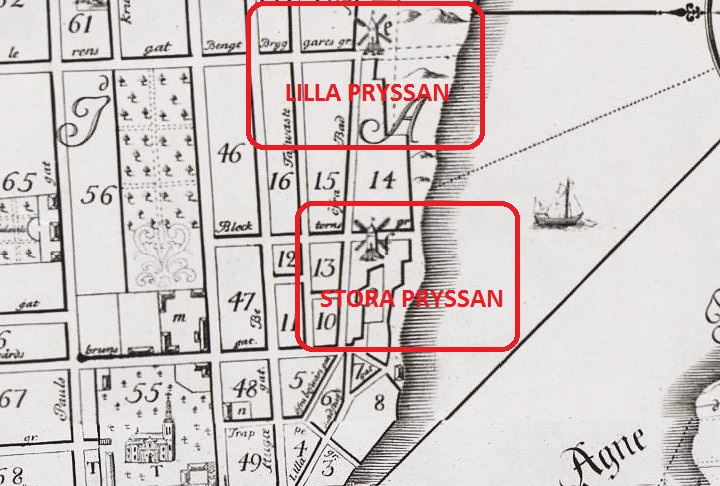
Tillaeus, karta från 1733 visande kvarnarna "Lilla Pryssan" (e) och "Stora Pryssan" (f). Norr är till höger.

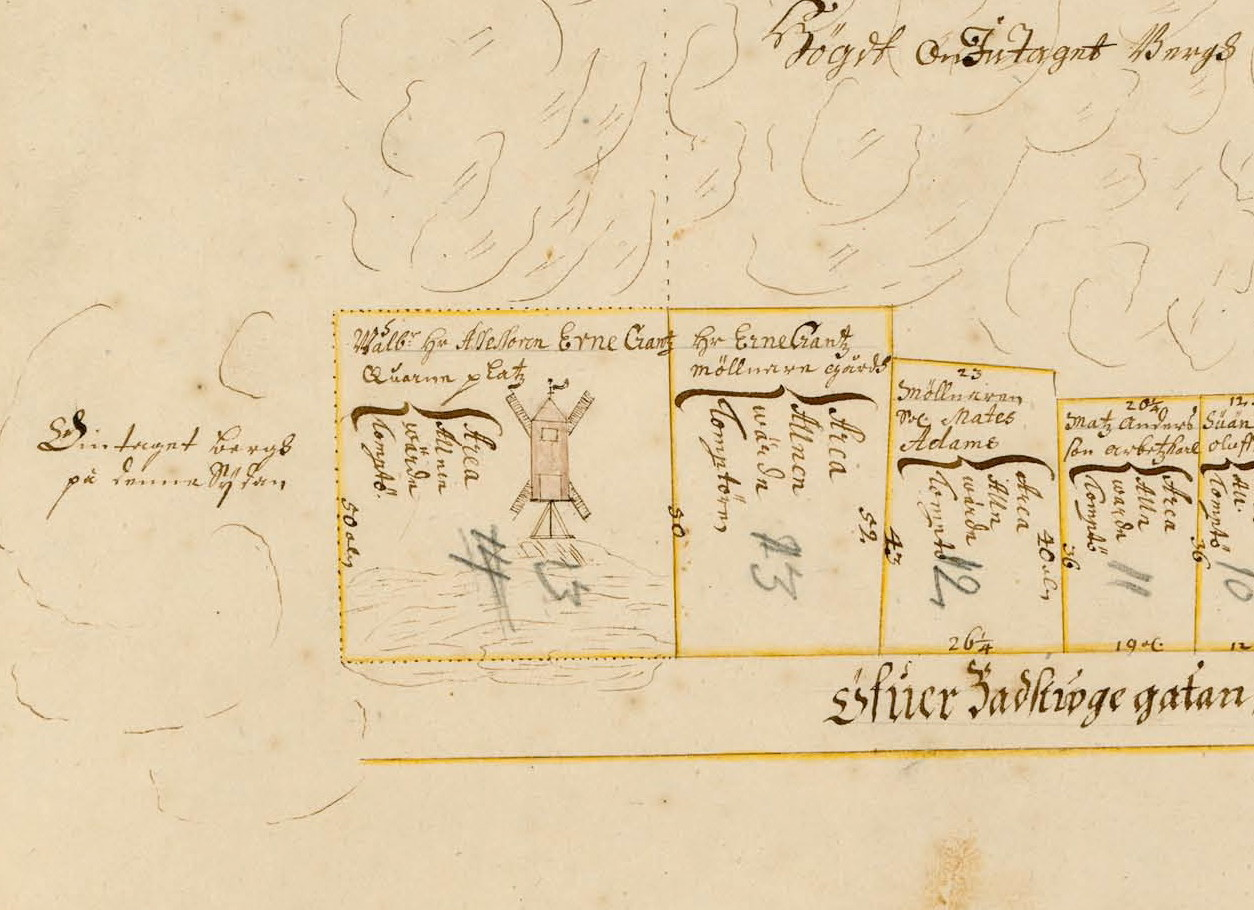
”Lilla Pryssan”, Holms tomtbok 1679.

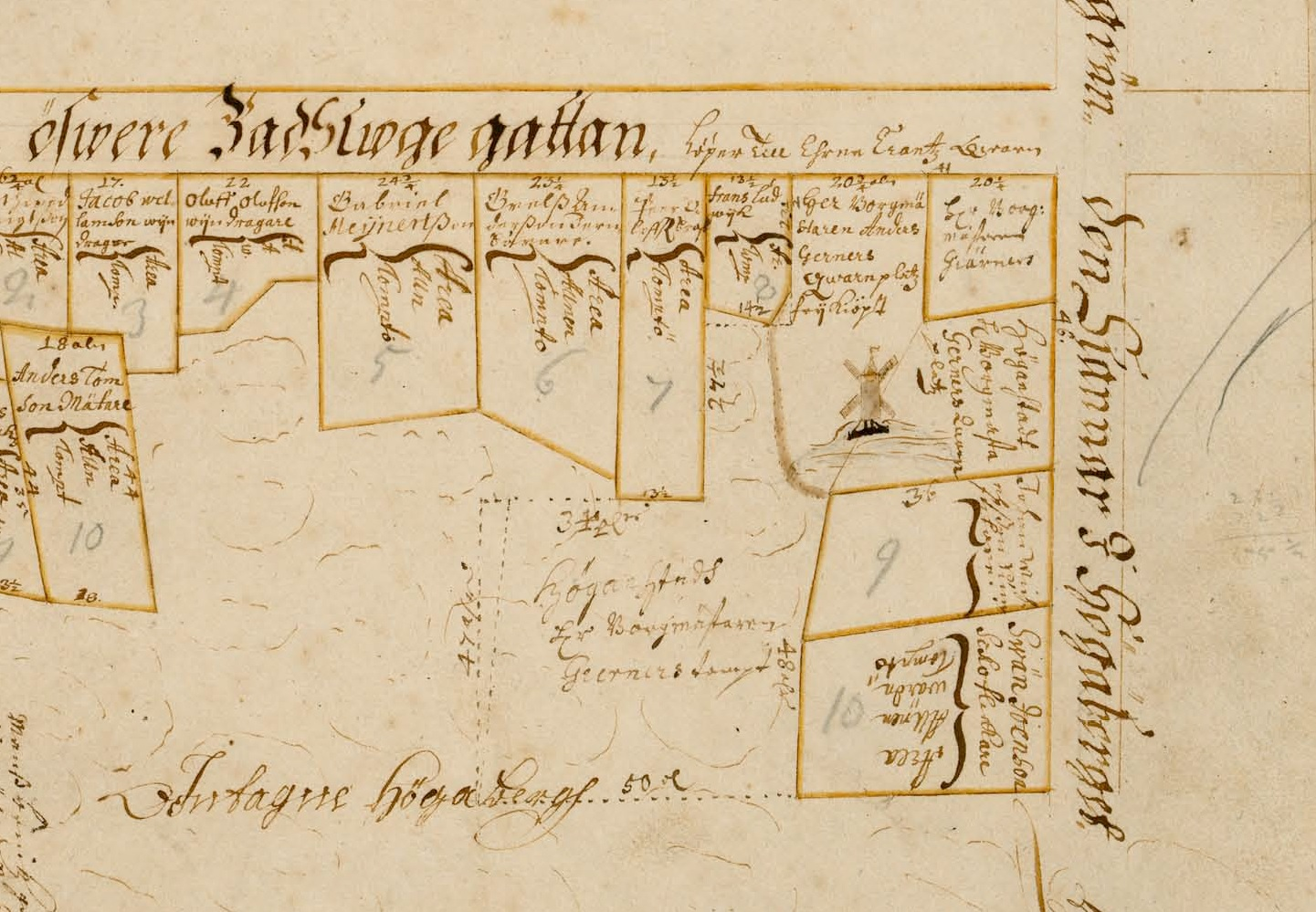
”Stora Pryssan”, Holms tomtbok 1679.

Stora och Lilla Pryssan var två väderkvarnar på Mariaberget på Södermalm i Stockholm. Båda var stolpkvarnar från 1600-talet och försvann under 1800-talet. Troligen var det mjölnaren Johan Persson Preutz, som gav upphov till det ovanliga namnet, som i sin tur ligger bakom gatunamnet för Pryssgränd.

## Lilla Pryssan
- Koordinater: 59°19′13.7″N 18°03′36.3″Ö / 59.320472°N 18.060083°Ö

Lilla Pryssan, en stolpkvarn, låg i kvarteret Kattfoten större i hörnet nuvarande Bastugatan och Timmermansgatan. Kvarnen hade olika namn: ”Gudmund Spakz kvarn” (1669), Spakens kvarn (1672) och i Holms tomtbok från 1679 heter den ”Wälb. Hr. Assessorn Erne Crantz kvarn”. Intill redovisar Holm ”Hr. Erne Crantz möllnare gård”. Med Erne Crantz avses samma person som Gudmund Spakz eller Spaak, adlad Ehrencrantz. År 1732 omtalas en tomt (dagens Lilla Skinnarviksgränd nr 2) på Mariaberget nedanför ”hustru Hööks kvarn”. På Petrus Tillaeus karta från 1733 är kvarnen redovisat som ”Lilla Pryssan” (litt. ”e”). På 1800-talet är den okänd. Förmodligen försvann kvarnen i samband med Mariabranden 1759.

## Stora Pryssan
- Koordinater: 59°19′14.3″N 18°03′46.9″Ö / 59.320639°N 18.063028°Ö

Stora Pryssan var också en stolpkvarn och låg några kvarter längre österut, i dagens kvarteret Stora Pryssan i hörnet Bastugatan och Blecktornsgränd. I Holms tomtbok betecknas den som ”Her Borgmästaren Anders Gerners Qwarnplatz”. En senare ägare till kvarnen var David Feiff (död 1695), som utarrenderade kvarnen till mjölnaren Johan Persson Preutz (död 1691). På 1600-talet var det vanligt med skrivningar såsom Pryssen för Preussen och det är en trolig förklaring till båda kvarnarnas namn. Hos Tillaeus är den redovisat som ”Stora Pryssan” (litt. ”f”). På 1800-talet är även den okänd. Förmodligen försvann även den 1759 i Mariabranden. På platsen byggdes 1760 ett stenhus, dagens Cederborgska villan. Delar av husets grund är rester efter kvarnen.